# Polistes hebraeus
Espèce
Polistes hebraeus est une espèce de guêpes sociales, originaire de la savane des flancs ouest de l'île de La Réunion et de l'île Maurice. On la trouve également dans les zones habitées.
Sa larve est la plus appréciée parmi celles que consomment traditionnellement les Réunionnais. Elle se récolte en groupe avec le nid. Habituellement, elle est consommée frite. 
Cette guêpe semble se raréfier. Sa population totale a beaucoup baissé ces dernières années.[réf. nécessaire]